# Campionati del mondo di ciclismo su strada 1938
I Campionati del mondo di ciclismo su strada 1938 si disputarono a Valkenburg aan de Geul nei Paesi Bassi il 3 e il 5 settembre 1938.
Furono assegnati due titoli:
- Prova in linea Uomini Dilettanti, gara di 204,000 km
- Prova in linea Uomini Professionisti, gara di 273,000 km

## Storia
Fu ancora il Belgio a fregiarsi del titolo mondiale nell'ultima edizione disputata prima dello stop a causa della seconda guerra mondiale, portando a sei il numero delle medaglie d'oro vinte, di cui quattro nelle ultime cinque edizioni. La gara fu corsa ancora su un circuito, quello di Valkenburg aan de Geul, che successivamente ospiterà altre tre volte la competizione iridata.
L'Italia, a secco di vittorie dall'oro di Alfredo Binda del 1932, puntò su Gino Bartali, che pochi mesi prima aveva vinto il Tour de France, con in appoggio Aldo Bini, Olimpio Bizzi e Mario Vicini e con l'obiettivo di mandare questi tre all'attacco in modo da stancare gli avversari costringendoli a chiudere. Al contrario, invece, lo stesso si ritrovò Bartali a dover inseguire invano un attacco di Marcel Kint, Paul Egli, Piet van Nek e Léo Amberg, che giunse fin sul traguardo, dove il belga Kint vinse il sesto oro belga. Su trentasei corridori partiti, solo otto conclusero la prova.
Terza doppietta svizzera nella prova dilettanti con Hans Knecht e Josef Wagner, oro e argento.

## Medagliere
| Pos.   | Nazione     | Oro | Argento | Bronzo | Totale |
| ------ | ----------- | --- | ------- | ------ | ------ |
| 1      | Svizzera    | 1   | 2       | 1      | 4      |
| 2      | Belgio      | 1   | 0       | 0      | 1      |
| 3      | Paesi Bassi | 0   | 0       | 1      | 1      |
| Totale | Totale      | 2   | 2       | 2      | 6      |

## Sommario degli eventi
| Eventi                 | Oro                  | Tempo                      | Argento               | Tempo | Bronzo                    | Tempo |
| Uomini Professionisti  |                      |                            |                       |       |                           |       |
| Gara in linea dettagli | Marcel Kint Belgio   | 7h53'25" Media 35,599 km/h | Paul Egli Svizzera    | s.t.  | Leo Amberg Svizzera       | s.t.  |
| Uomini Dilettanti      |                      |                            |                       |       |                           |       |
| Gara in linea dettagli | Hans Knecht Svizzera | 4h51'59"                   | Josef Wagner Svizzera | ?     | Joop Demmenie Paesi Bassi | ?     |